# نمل أرمان الفضولي
نمل أرمان الفضولي (الاسم العلمي:†Armania curiosa) هو نوع منقرض من الزنابير شبيهة النمل يتبع جنس نمل أرمان.